# L'Arc-en-ciel (film, 1989)
Pour les articles homonymes, voir Arc-en-ciel (homonymie).
Pour plus de détails, voir Fiche technique et Distribution.
L'Arc-en-ciel (The Rainbow) est un film britannique réalisé par Ken Russell, sorti en 1989.

## Synopsis
Alors que l'époque victorienne s'achève, Ursula Brangwen, une adolescente fille de fermier et aînée de sept enfants, développe une relation amoureuse avec sa professeure de gymnastique, Winifred Inger, tout en ayant des sentiments pour un étudiant, Anton Skrebensky.

## Fiche technique
- Titre : L'Arc-en-ciel
- Titre original : The Rainbow
- Réalisation : Ken Russell
- Scénario : Ken Russell, Vivian Russell d'après le roman L'Arc-en-ciel de D. H. Lawrence
- Musique : Carl Davis
- Photographie : Billy Williams
- Montage : Peter Davies
- Production : Ken Russell
- Société de production : Vestron Pictures (en)
- Société de distribution :
- Pays :  Royaume-Uni
- Genre : Historique, drame et romance
- Durée : 113 minutes
- Dates de sortie : 
  -  Royaume-Uni : 3 novembre 1989

## Distribution
- Sammi Davis : Ursula Brangwen
- Paul McGann : Anton Skrebensky
- Amanda Donohoe : Winifred Inger
- Christopher Gable : Will Brangwen
- David Hemmings : oncle Henry
- Glenda Jackson : Anna Brangwen
- Dudley Sutton : MacAllister
- Jim Carter : M. Harby
- Judith Paris : Mlle. Harby
- Kenneth Colley : M. Brunt
- Glenda McKay : Gudrun Brangwen
- Mark Owen : Jim Richards
- Ralph Nossek : le pasteur
- Nicola Stephenson : Ethel
- Molly Russell : Molly Brangwen
- Alan Edmondson : Billy Brangwen
- Rupert Russell : Rupert Brangwen
- Richard Platt : le chauffeur
- Bernard Latham : oncle Alfred
- John Tams : oncle Frank
- Zoe Brown : Ursula à 3 ans
- Amy Evans : Gudrun bébé
- Sam McMullen : le bébé de Winifred

## Distinctions
Le film a été présenté en sélection officielle en compétition au Festival international du film de Moscou 1989.